# Anthony Mamo
Anthony Joseph Mamo (ur. 9 stycznia 1909 w Birkirkarze, zm. 1 maja 2008 w m. Mosta) – maltański polityk i prawnik, ostatni gubernator generalny i pierwszy prezydent Republiki Malty.

## Życiorys
Kształcił się na Uniwersytecie Maltańskim, gdzie w 1931 uzyskał BA, a w 1934 doktorat z prawa. Po studiach przez krótki czas prowadził prywatną praktykę adwokacką, by w październiku 1936 wejść w skład komisji do spraw reformy systemu prawnego Malty. Działalność w tej komisji kontynuował również w czasie II wojny światowej. W 1942 przeszedł do pracy w urzędzie prokuratora generalnego. Po przejściu kolejnych szczebli zawodowych w tej instytucji w 1955 objął stanowisko prokuratora generalnego.
Jednocześnie od 1947 był głównym doradcą prawnym czterech kolejnych premierów (Paula Boffy, Enrica Mizziego, George’a Borga Oliviera i Doma Mintoffa). W ramach obowiązków wynikających z tej funkcji uczestniczył w licznych negocjacjach politycznych z rządem brytyjskim. Od 1943 wykładał prawo karne na Uniwersytecie Maltańskim. Pełnił funkcję przewodniczącego rady macierzystej uczelni. W 1957 został mianowany prezesem sądu apelacyjnego. Po utworzeniu Sądu Konstytucyjnego w 1964 został jego pierwszym prezesem. Kierował również sądem apelacyjnym karnym, który powołano w 1967.
W 1955 otrzymał tytuł honorowego radcy królowej ds. Malty. W 1962 krótko pełnił tymczasowo funkcję gubernatora Malty (po upływie kadencji admirała Guya Granthama, a przed przybyciem na Maltę Maurice’a Dormana). Po uzyskaniu przez Maltę niepodległości (w ramach Wspólnoty Narodów) był zastępcą gubernatora generalnego, a w lipcu 1971 – jako pierwszy Maltańczyk – został gubernatorem generalnym.
W 1974 Malta przekształciła się w republikę. W grudniu tegoż roku Anthony Mamo został pierwszym prezydentem Malty. Urząd ten sprawował do grudnia 1976.

## Odznaczenia
- 1955 – Oficer Orderu Imperium Brytyjskiego (OBE)[4]
- 1957 – Odznaka Rycerza Kawalera wraz z tytułem honorowym sir[4]
- 1992 – Orderu Narodowego Zasługi I klasy[4]